# مالكوم غيليز
مالكوم غيليز (بالإنجليزية: Malcolm Gillies)‏ هو عالم موسيقى أسترالي، ولد في 23 ديسمبر 1954.

## وصلات خارجية
- مالكوم غيليز على موقع ديسكوغز (الإنجليزية)